# Tahar Belabès

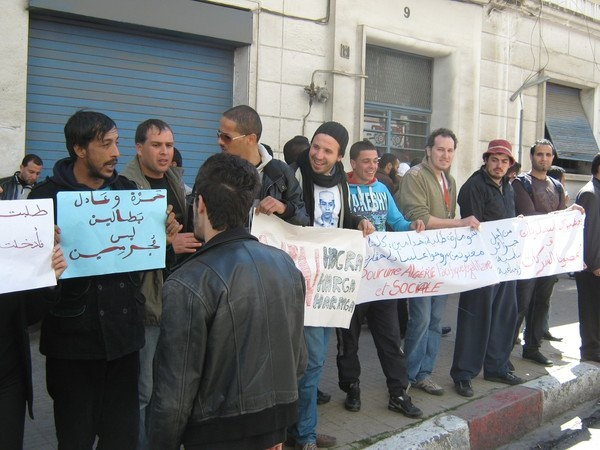

Tahar Belabès est un militant algérien du sud du pays (Ouargla),, défenseur des droits de l'homme, ex-leader de la Coordination nationale de défense des droits des chômeurs, et militant anti-gaz de schiste. Souvent persécuté par les autorités locales,, il a été condamné à un mois de prison ferme en 2013 et refoulé en mars 2018 à l'aéroport international d'Alger pour lui interdire sa participation au forum social mondial au Brésil.